# Březnice - Oblouček
Březnice - Oblouček este o arie protejată (arie specială de conservare — SAC, sit de importanță comunitară — SCI) din Republica Cehă întinsă pe o suprafață de 17,06 ha, integral pe uscat.

## Localizare
Centrul sitului Březnice - Oblouček este situat la coordonatele 49°32′32″N 13°57′57″E / 49.542222°N 13.965833°E.

## Înființare
Situl Březnice - Oblouček a fost declarat sit de importanță comunitară în aprilie 2005 pentru a proteja 1 specie de animale. Situl a fost protejat și ca arie specială de conservare în noiembrie 2013.

## Biodiversitate
Situată în ecoregiunea continentală, aria protejată nu include niciun habitat protejat.
La baza desemnării sitului se află o specie protejată de  amfibieni: buhai de baltă cu burta roșie (Bombina bombina).